# USA-239
USA-239 (GPS IIF-3, GPS IIF SV-3, GPS PRN-24, GPS SVN-65, Navstar 67, Arcturus) — третий американский геостационарный навигационный спутник новой орбитальной группировки спутников серии GPS-2F (Navstar-2F) в рамках система глобального позиционирования GPS.
Космический аппарат разработанный компанией Boeing и запущен компанией United Launch Alliance 4 октября 2012 года с космодрома на мысе Канаверал при помощи ракеты-носителя «Дельта-4».

## Конструкция
Серия спутником Block 2F — это пятое поколение GPS-спутников с улучшенной синхронизацией, устойчивым к помехам военным сигналом и более мощным гражданским сигналом в сравнении со спутниками предыдущих поколений. GPS-2F4 (Navstar-2F4) рассчитан на 12—15 лет работы на орбите и оснащен перепрограммируемым процессором, поддерживающим программные загрузки.
Каждый спутник серии GPS-2F (или GPS IIF) обеспечивает следующие преимущества:
- улучшена навигационная точность за счёт улучшения технологии атомных часов;
- доступен новый гражданский сигнал L5 (сигнал L5 является третьим гражданским сигналом, который будет транслироваться в радиодиапазоне исключительно для служб безопасности авиации);
- увеличена мощность и помехозащищённость военного сигнала для работы в агрессивных средах;
- использование перепрограммируемого процессора, который может получать программные обновления для улучшения работы системы;
- увеличен срок функционирования спутника до 12 лет, что позволит снизить эксплуатационные расходы на систему в целом.

Характеристики спутника:
- Срок функционирования — 12-15 лет;
- Масса — 1630 кг;
- Орбита — 20200 км × 20200 км, 55,0°.

## Предназначение
Спутник USA-242 станет четвёртым спутником в серии 2F, имеющей повышенную точность, улучшенные атомные часы, более качественный модуль противодействия зашумлению эфира и большую продолжительность функционирования. Точность сигнала GPS 2F в два раза превосходит показатель более ранних навигационных спутников. Кроме того, он имеет переменную мощность, что позволяет повысить защищённость от помех в условиях подавления сигнала при боевых действиях. По данным экспертов, в Систему глобального позиционирования США входят около 30 функционирующих спутников.

## Запуск
Спутник USA-239 был запущен компанией United Launch Alliance 4 октября 2012 года со стартовой площадки SLC-37B космодрома на мысе Канаверал при помощи ракеты-носителя «Дельта-4 Медиум+ (4,2)». Спутник был помещен в специальную капсулу в верхней части носителя. 
Окончательное положение спутник USA-242 занял 29 мая 2013 года. Он пришёл на замену более старому спутнику SVN-33 серии Block 2A, который действовал на протяжении 17 лет.